# (136472) Makémaké
Vous lisez un « article de qualité » labellisé en 2021.  Il fait partie d'un « thème de qualité ».
Cet article concerne la planète naine. Pour le dieu de la mythologie de l'île de Pâques, voir Make-make.
(136472) Makémaké (internationalement (136472) Makemake ; désignation provisoire 2005 FY9), est une planète naine transneptunienne (plutoïde) du Système solaire, située dans la ceinture de Kuiper. C'est la troisième plus grande planète naine et le troisième plus grand objet transneptunien connu, après Pluton et Éris, et le deuxième objet transneptunien le plus visible, là encore après Pluton.
Elle est découverte le 31 mars 2005 par l'équipe de Michael E. Brown, Chadwick Trujillo et David Rabinowitz du California Institute of Technology (Caltech) à l'observatoire Palomar, qui la surnomment d'abord « Easter Bunny » (lapin de Pâques) du fait de la proximité de la découverte avec Pâques. L'annonce officielle de son existence, précipitée à la suite des controverses liées à la découverte de Hauméa, est faite le 29 juillet 2005. En septembre 2008, au moment de l'obtention du statut de planète naine, elle est officiellement nommée par l'Union astronomique internationale d'après Make-make, le dieu créateur dans la mythologie de l'île de Pâques, afin de conserver la référence à Pâques.
Elle réalise une révolution autour du Soleil avec une période orbitale de plus de 306 années terrestres et possède une orbite modérément excentrique, son périhélie étant à 34,6 unités astronomiques (UA) et son aphélie — qu'elle atteindra en 2033 — à 52,8 UA. Elle présente toutefois une forte inclinaison orbitale à 29 degrés de l'écliptique. N'étant pas en résonance orbitale avec Neptune, elle est donc un cubewano. Sa période de rotation est de 22,83 heures, comparable à celle de la Terre.
Son diamètre moyen est estimé à environ 1 430 km, soit un neuvième du diamètre terrestre, bien que la valeur précise ne fasse pas tout à fait consensus. Elle possède au moins un satellite connu : S/2015 (136472) 1, aussi surnommé MK 2 en l'attente d'une désignation définitive, qui serait très sombre et ferait environ 160 km de diamètre. La découverte de ce dernier en 2016 avec le télescope spatial Hubble permet ensuite à l'équipe d'Alex H. Parker de faire une première estimation de la masse de la planète naine à 3,1 × 1021 kg, soit près du quart de la masse du système plutonien.
Makémaké présente un albédo élevé de plus de 0,8, indiquant que sa surface est très réfléchissante. Combiné à sa température moyenne très faible d'environ 35 K (−238 °C), cela permet de suggérer que sa surface est majoritairement composée de glaces de méthane et d'éthane mais qu'elle est, à l'inverse d'autres objets similaires, relativement dépourvue d'azote. De plus, la présence de tholins lui confère une apparence rougeâtre, similaire à la couleur de la surface de Pluton. Toutefois, les données obtenues grâce à une occultation stellaire en 2011 suggèrent qu'elle ne possèderait pas d'atmosphère significative, contrairement à l'atmosphère plutonienne.

## Historique

### Découverte

#### Première observation

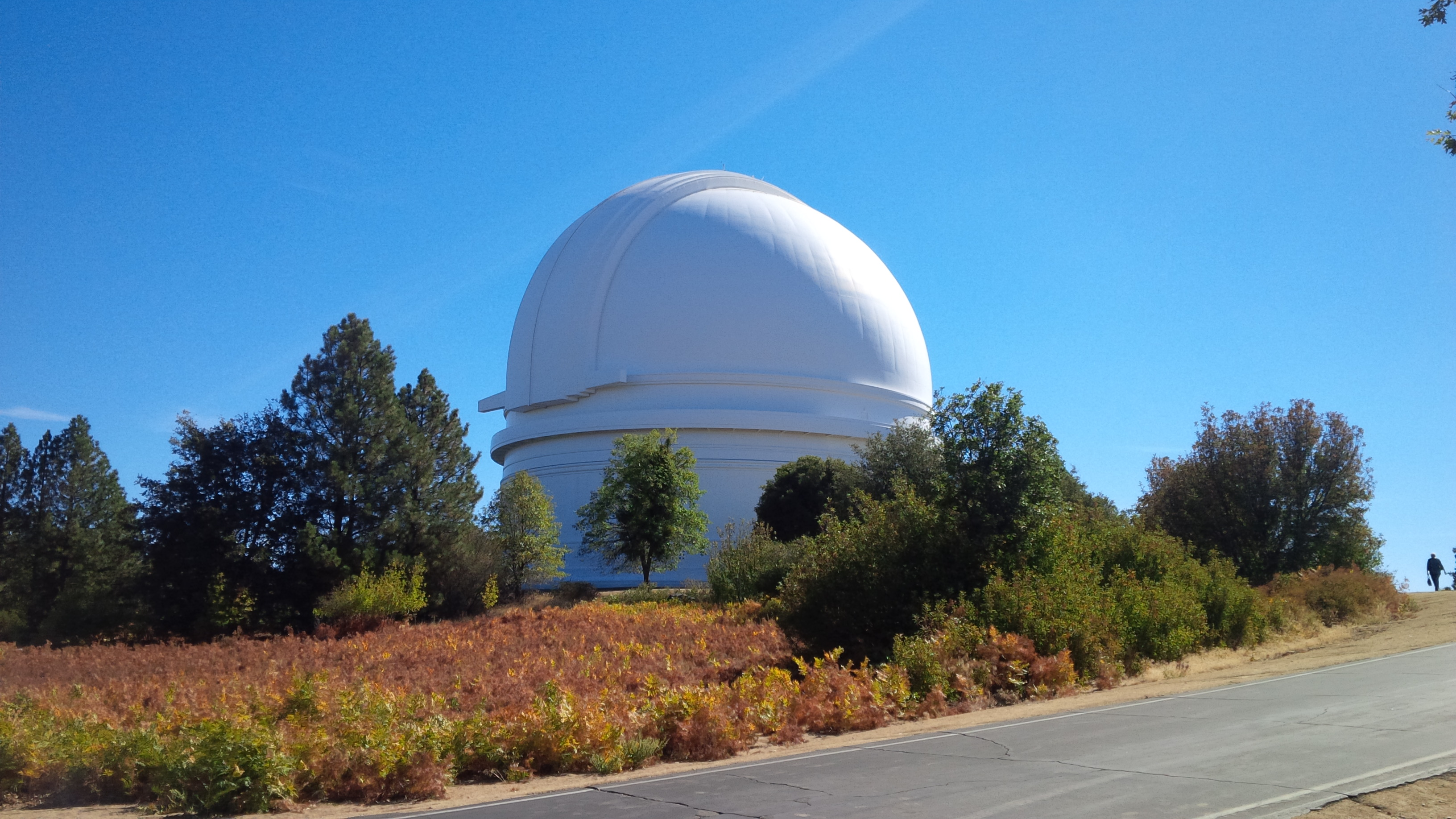
Observatoire Palomar du Caltech, situé à San Diego aux États-Unis.

La découverte de Makémaké s'inscrit dans le contexte de la recherche d'une dixième planète (planète X) après Pluton, alors encore considérée comme une planète. Elle est relancée à la suite de la découverte de (90377) Sedna en novembre 2003 par Michael E. Brown, Chadwick Trujillo et David L. Rabinowitz du California Institute of Technology (Caltech). Celle-ci ayant été observée alors qu'elle était à la limite de détection de leur logiciel (mouvement de 1,5 seconde d'arc par heure) destinée à limiter les faux positifs, les astronomes américains décident d'abaisser ce seuil car ils postulent qu'il existe de nombreux autres grands corps après l'orbite de Pluton,. À partir de septembre 2004, les équipes de Caltech traitent leurs anciennes images prises par l'outil QUEST du télescope de Schmidt Samuel-Oschin de 1,22 mètre à l'observatoire Palomar, en Californie, avec ce nouvel algorithme. Ils parviennent notamment à détecter (136108) Hauméa (alors surnommée « Santa ») en décembre 2004 puis (136199) Éris (alors surnommée « Xena ») en janvier 2005,.
Le 31 mars 2005, l'équipe de Caltech découvre un troisième objet : Makémaké. En raison de la proximité de la découverte avec la fête de Pâques, ils lui donnent comme surnom « Easter Bunny » (lapin de Pâques) et comme nom de code K50331A. Plus précisément, ils constatent que l'objet est très similaire à Santa, possédant une orbite et une distance au Soleil similaire, et se trouvant dans la même constellation : la Chevelure de Bérénice . Cependant, l'équipe de Caltech décide de n'annoncer publiquement aucune de ces découvertes : elle garde le secret sur l'existence d'Éris ainsi que de plusieurs autres grands objets transneptuniens, en attendant des observations supplémentaires pour mieux déterminer leur nature,,,.
Des images de pré-découvertes sont ensuite obtenues, les plus anciens clichés de Makémaké ayant été retrouvés sur plusieurs diapositives de l'observatoire Palomar datant d'une période s'étalant du 29 janvier 1955 au 1er mai 1998, sans qu'elle ne soit relevée à l'époque.

#### Annonce publique précipitée
L'annonce publique d'Éris et de Hauméa est initialement prévue pour septembre ou octobre 2005 lors de conférences internationales, et celle de Makémaké est planifiée pour légèrement plus tard car l'équipe de Caltech n'avait alors pas conduit suffisamment d'observations complémentaires. Cependant, ce calendrier est grandement précipité par l'annonce de la découverte de Hauméa par une équipe espagnole dirigée par José Luis Ortiz Moreno de l'Instituto de Astrofísica de Andalucía.

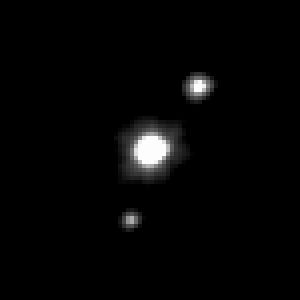
La découverte de Hauméa, ici imagée par Hubble avec ses lunes Hiʻiaka et Namaka, par une autre équipe que Caltech précipite l'annonce de la découverte de Makémaké.

Le 20 juillet, l'équipe de Caltech publie un résumé en ligne d'un rapport destiné à présenter Hauméa en septembre où il est précisé que l'objet pourrait être plus grand et plus brillant que tout objet précédemment connu dans la ceinture de Kuiper,,. Une semaine plus tard, l'équipe espagnole, annonçant que Pablo Santos Sanz — un élève de José Luis Ortiz — a découvert l'objet indépendamment le 25 juillet 2005 grâce à des images datant de mars 2003 à l'observatoire de Sierra Nevada, envoie en premier un rapport au Centre des planètes mineures (MPC) qui est officiellement diffusé le 29 juillet,. Dans un communiqué de presse publié le jour même, l'équipe de José Luis Ortiz qualifie Hauméa de « dixième planète », choix que Mike Brown critique a posteriori car l'équipe espagnole n'avait pas assez d'informations pour l'affirmer, notamment sur sa masse.
Mike Brown se rend rapidement compte qu'il s'agit du même objet qu'il suivait et qu'il est possible d'accéder directement aux rapports de l'observatoire de Kitt Peak, qu'il avait utilisés pour des vérifications d'orbites, en cherchant via Google le code utilisé dans son rapport public,,. Il constate alors que les positions de Xena (Éris) et d'Easter Bunny (Makémaké) sont accessibles,. Craignant de se faire également doubler pour celles-ci, il décide de ne pas attendre octobre pour les révéler et envoie le jour même au MPC les informations permettant d'officialiser leur découverte, qui sont donc aussi publiées le 29 juillet,,. Le soir, le bureau central des télégrammes astronomiques (CBAT) publie une circulaire annonçant l'annonce de la découverte presque simultanée des trois grands objets et attribue 2005 FY9 comme désignation temporaire à l'objet,. Mike Brown fait en parallèle une conférence de presse sur le sujet de la découverte d'Éris — le plus grand objet des trois, dépassant notamment en taille Pluton —, la présentant comme la dixième planète plutôt que Hauméa. Si la paternité de la découverte de Hauméa est discutée entre l'équipe espagnole et Caltech en raison de cette controverse, la première ayant notamment été accusée de fraude scientifique par la seconde, l'équipe américaine est totalement reconnue comme découvreurs d'Éris et de Makémaké,,.

### Dénomination
Lors de sa découverte, 2005 FY9 est provisoirement surnommée Easter Bunny (le lapin de Pâques en anglais) par Michael E. Brown et son équipe en raison de la date de sa découverte le 31 mars 2005, quelques jours après Pâques,. Cependant, Govert Shilling rapporte que Mike Brown aurait dans un premier temps souhaité surnommer l'objet « Dead Pope » (pape mort) en référence à la mort alors imminente du pape Jean-Paul II, avant d'en être dissuadé par sa femme Diane.
Easter Bunny reste un surnom et l'équipe doit songer à un nom permanent pour l'objet, privilège qu'ils ont en tant que découvreurs. D'abord, ils pensent à nommer le corps Éostre (en anglais Eostre, Oestre, Oster ou encore d'autres formes), la divinité anglo-saxonne dont est tiré le nom Easter, traduction de « Pâques »,. Toutefois, un tel nom s'avère impossible car il existe déjà l'astéroïde (343) Ostara. Ils pensent ensuite à Manabozho (ou Nanabozo), esprit farceur ayant généralement l'apparence d'un lapin (en référence au lapin de Pâques) dans la mythologie des Anishinaabe, mais ils abandonnent également cette idée à cause de la terminaison en -bozo qui s'avère péjorative du fait de potentielles références à Bozo le clown. Finalement, ils proposent Makemake à l'Union astronomique internationale d'après Make-make, divinité démiurge de la fertilité dans la mythologie polynésienne de l'île de Pâques,,. Cela permet de conserver la première référence à Pâques tout en se pliant aux usages de l'UAI qui veulent que les objets classiques de la ceinture de Kuiper (ou cubewanos) soient nommés d'après le panthéon des anciennes mythologies,,. Makémaké reçoit officiellement son nom en juillet 2008,.

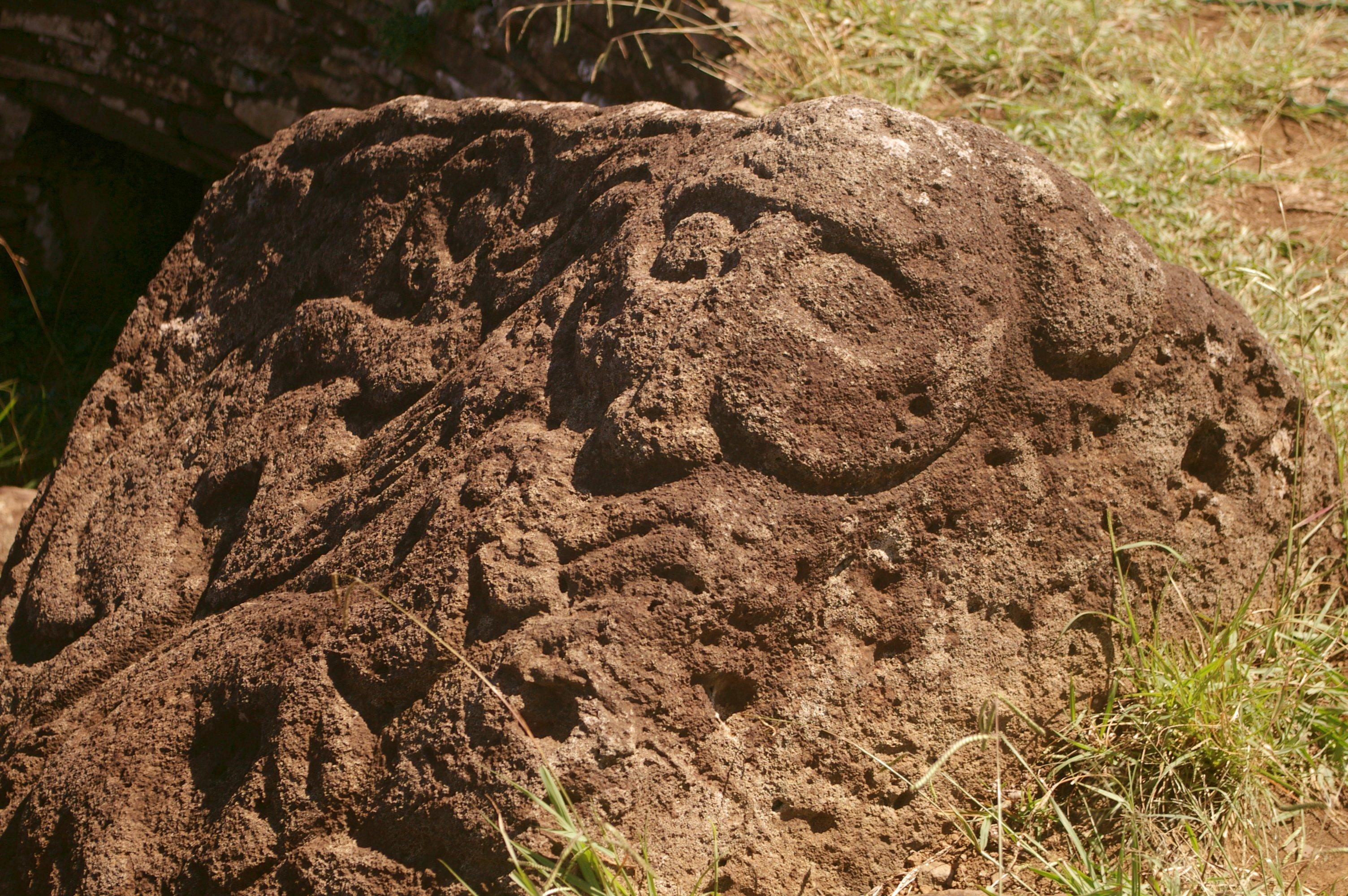
Pétroglyphe à l'effigie de Make-make (sous le masque).

Son symbole planétaire est .

### Classification
Makémaké est classée à sa découverte comme un objet classique de la ceinture de Kuiper, aussi appelés cubewanos, ce qui signifie que son orbite se trouve assez loin de Neptune pour ne pas être en résonance avec la planète et qu'elle est donc restée relativement stable depuis la formation du Système solaire. Ainsi, entre le 31 mars 2005, date de sa découverte, et le 24 août 2006, date où l'Union astronomique internationale (UAI) tranche la définition de planète et introduit le terme de « planète naine », Makémaké n'a pas de statut particulier hormis celui d'objet massif de la ceinture de Kuiper,. Ensuite, Makémaké devient avec Hauméa un candidat possible à la nomination de planète naine.
Le 11 juin 2008, l'UAI, lors d'une réunion de son comité exécutif à Oslo, précise ce système de classification en créant une sous-classe de planète naine, les plutoïdes, spécifiquement pour les planètes naines trouvées au-delà de l'orbite de Neptune,,. Un mois plus tard, en juillet 2008, l'UAI fait de Makémaké la quatrième planète naine et le troisième plutoïde du Système solaire simultanément à l'attribution de son nom,,. Cela signifie qu'elle orbite autour du Soleil et qu'elle est suffisamment massive pour avoir été arrondie par sa propre gravité, mais qu'elle n'est pas parvenue au nettoyage du voisinage de son orbite.

## Orbite

### Caractéristiques orbitales

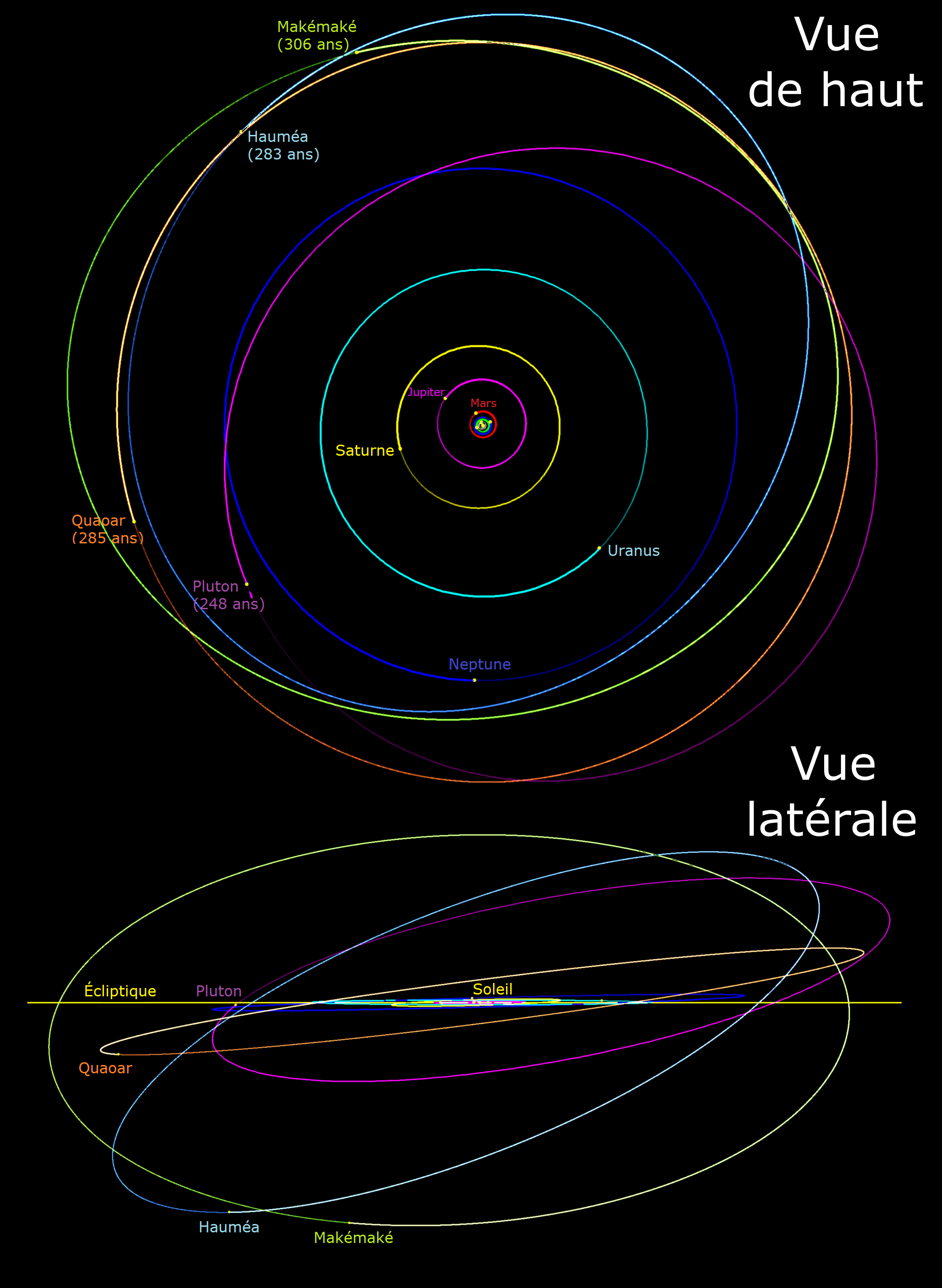
Tracé de l'orbite de Makémaké (en vert) comparée à celle des planètes et d'autres objets transneptuniens. Elle est notamment similaire à celle de Hauméa (en bleu clair). Les positions des objets sont prises le 01/01/2018.

Dans les années 2020, Makémaké est à une distance d'un peu plus de 52,5 unités astronomiques (UA) (7,78 × 109 km) du Soleil et s'approche progressivement de son aphélie à 52,76 UA qu'elle atteindra en 2033,. Makémaké possède une orbite très similaire à celle de Hauméa : elle possède une forte inclinaison orbitale à 29 degrés de l'écliptique et une excentricité orbitale modérée d'environ 0,16,,. Néanmoins, l'orbite de Makémaké est légèrement plus éloignée du Soleil que celle de Hauméa, avec à la fois un plus grand demi-grand axe (45,430 UA contre 43,116 UA) et un périhélie plus éloigné (38,104 UA contre 34,647 UA),. Au niveau de ce demi-grand axe, il faut près de six heures et demie aux rayons du Soleil pour atteindre la planète naine. Sa période orbitale dépasse les 306 ans, soit plus que les 248 années pour Pluton et les 283 années pour Hauméa,,,.
Makémaké est un objet classique de la ceinture de Kuiper, aussi appelé cubewano, ce qui signifie que son orbite est suffisamment éloignée de Neptune pour rester stable au cours de l'histoire du Système solaire, et elle est même probablement le plus large d'entre eux,,. Contrairement aux plutinos, qui peuvent croiser l'orbite de Neptune en raison de leur résonance orbitale 2:3 avec la planète, les objets classiques ont un périhélie plus éloigné du Soleil, libre de toute perturbation de Neptune. De tels objets ont des excentricités relativement faibles (en général inférieures à 0,2) et orbitent autour du Soleil de la même manière que les planètes. Makémaké correspond plutôt à la classe des cubewanos « dynamiquement chauds », en conséquence de son inclinaison orbitale relativement élevée de 29° par rapport aux autres membres de cette population,,.

### Visibilité
Makémaké est depuis sa découverte le deuxième objet transneptunien le plus brillant après Pluton — qui est environ cinq fois plus brillante —, avec une magnitude apparente à l'opposition de 17,,, car Éris — bien que plus grande et avec un fort albédo — est plus éloignée du Soleil et de la Terre. Elle est actuellement dans la constellation de la Chevelure de Bérénice et passera dans celle du Bouvier en 2027. Elle est suffisamment visible pour être observée avec un télescope amateur,,.
Malgré sa relative visibilité, sa découverte est tardive comme celle de Hauméa et d'Éris car les premières enquêtes d'objets distants se sont d'abord concentrées sur les régions proches de l'écliptique, conséquence du fait que les planètes et la plupart des petits corps du Système solaire partagent un plan orbital commun à cause de la formation du Système solaire dans le disque protoplanétaire,,,.

## Caractéristiques physiques

### Taille et rotation
Similairement avec les autres objets transneptuniens, il est difficile de déterminer la taille exacte de Makémaké. En 2010, une étude comparative des observations des télescopes spatiaux Spitzer et Herschel du spectre électromagnétique de la planète naine avec celui de Pluton aboutit à une estimation du diamètre de Makémaké allant de 1360 à 1 480 km,.

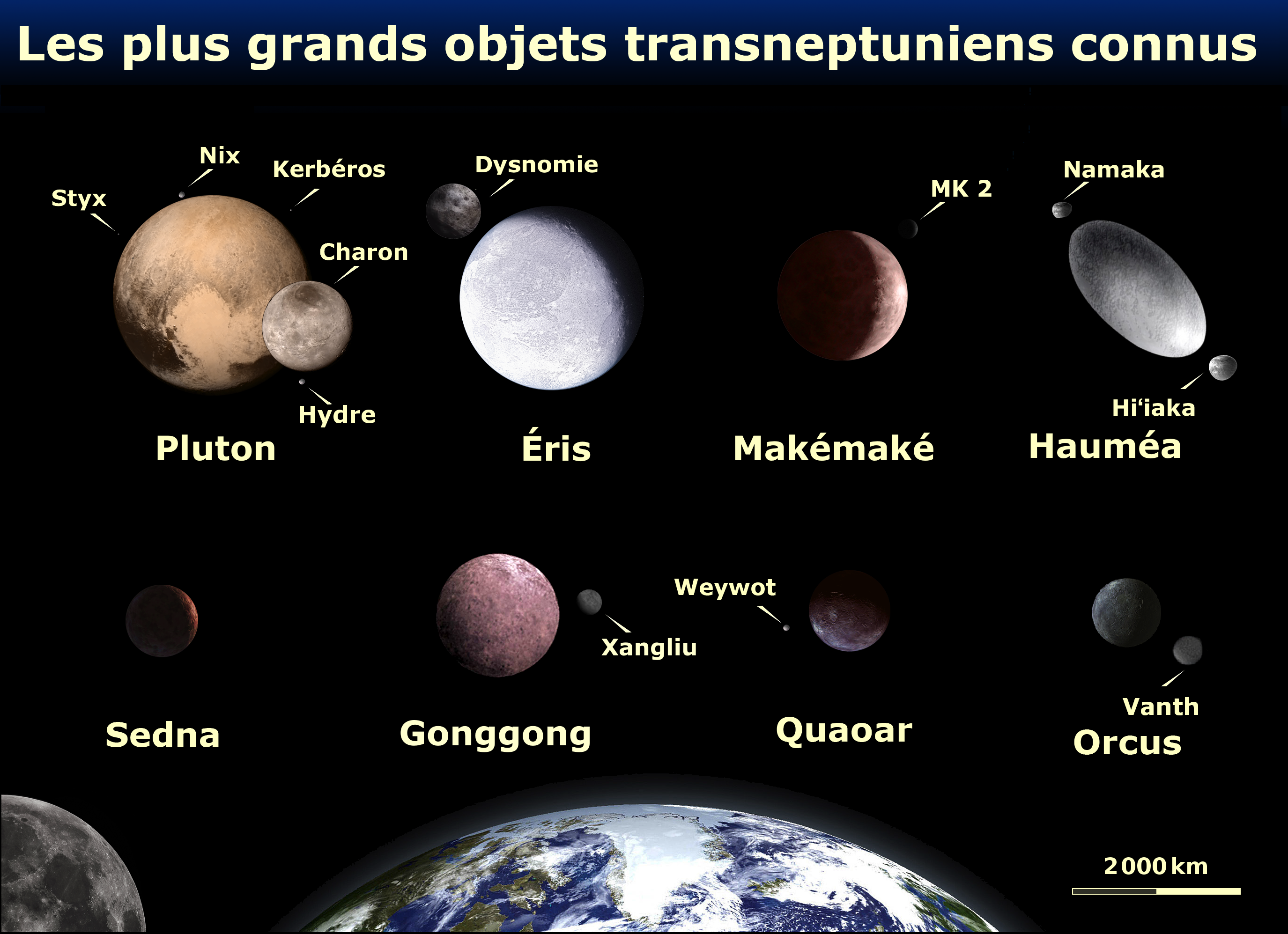
Comparaison de la taille de Makémaké avec celle des autres plus grands objets transneptuniens.

L'occultation stellaire de Makémaké en 2011 permet dans un premier temps à José Luis Ortiz Moreno, Bruno Sicardy, et al. d'aboutir à un résultat bien plus précis de 1 502 ± 45 km × 1 430 ± 9 km, en parallèle de la confirmation de l'absence d'atmosphère,,,. Cependant, une réanalyse des données par Michael E. Brown en 2013 permet de préciser les résultats à 1 434+48
 −18 km × 1 420+18
 −24 km sans contrainte vis-à-vis de l'orientation des pôles. Le fort albédo de sa surface très réflective est alors précisé à 0,81+0,01
 −0,02,. Son diamètre correspond environ à un neuvième de celui de la Terre. Sa taille en fait probablement le plus gros objet classique de la ceinture de Kuiper et le troisième plus grand objet transneptunien après Pluton et Éris.
Fin 2018, l'observation de l'orbite de MK 2, son satellite récemment découvert, permet à Alex H. Parker et al. de réaliser une première approximation de la masse de Makémaké à 3,1 × 1021 kg en l'attente de plus amples observations par le télescope spatial Hubble. Cela correspondrait à une densité de l'ordre de 1,7 g/cm3, relativement faible mais classique des objets transneptuniens, avec le rayon calculé par José Luis Ortiz Moreno et al. en 2012 ou légèrement plus élevée vers 2,1 g/cm3 en utilisant le rayon trouvé par Mike Brown en 2013.

Animation d'une rotation de Makémaké à partir d'un modèle 3D réalisé par la NASA.

En ce qui concerne sa période de rotation, une première étude la fixe en 2009 à 7,771 0 ± 0,003 0 heures, après avoir exclu une autre période de 11,41 heures car celle-ci serait la conséquence d'un repliement de spectre (ou aliasing). Toutefois, une étude de 2019 réalisée à partir de données s'étalant de 2006 à 2017 aboutit à une nouvelle période de rotation plus élevée de 22,826 6 ± 0,000 1 heures. Cela demeure toutefois cohérent avec la précédente étude car il s'agit du double de la période auparavant exclue. Cette lente période de rotation, similaire à celles de la Terre ou de Mars, pourrait être une conséquence de l'accélération par effet de marée de son satellite, MK 2, et d'un potentiel autre grand satellite encore inconnu.
L'amplitude de la courbe de lumière de Makémaké est très faible, faisant 0,03 mag,. Il a un temps été pensé que cela était dû au fait qu'un pôle de Makémaké pointait vers la Terre, cependant le plan orbital de MK 2 — qui doit probablement être proche du plan de l'équateur de Makémaké du fait des forces de marée — indique plutôt que c'est en réalité l'équateur de Makémaké qui pointe vers la Terre.

### Spectre et surface
Similairement à celle de Pluton et de façon bien plus prononcée que celle d'Éris, la surface de Makémaké apparaît rouge dans le spectre visible,. Depuis 2006, il est constaté que le spectre électromagnétique proche infrarouge est marqué par la présence de larges bandes d'absorption de méthane (CH4),. Du méthane est également observé sur Pluton et Éris, mais la première étude indique que leur signature spectrale y est beaucoup plus faible comparativement à Makémaké. En 2020, une nouvelle étude trouve que les bandes d'absorption du méthane de Makémaké et d'Éris sont en réalité similaires.

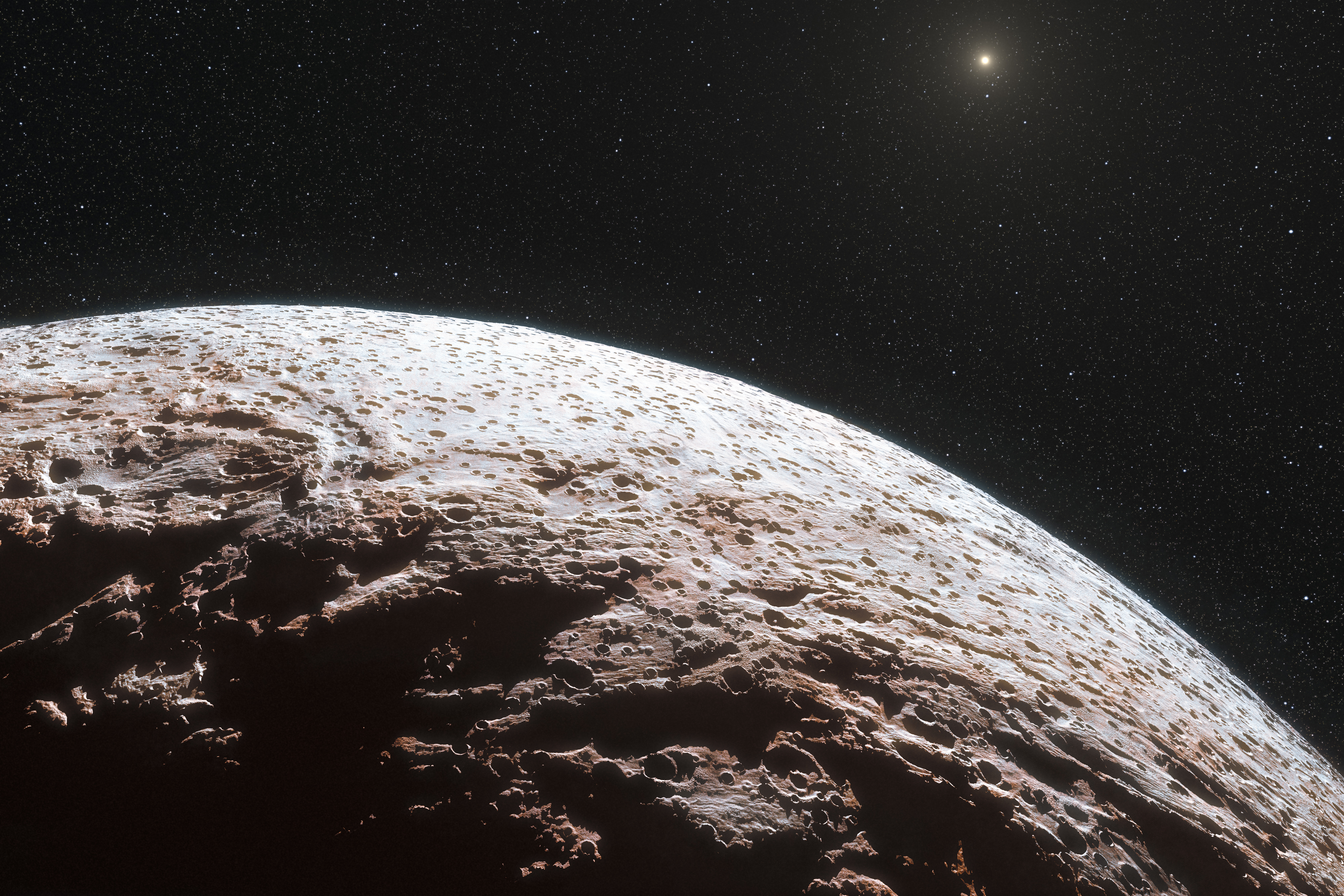
Vue d'artiste de la surface brillante et rougeâtre de Makémaké.

L'analyse spectrale de la surface de Makémaké révèle que ce méthane doit être présent sous forme de gros grains d'au moins un centimètre de large,,,. En plus du méthane, de grandes quantités d'éthane et de tholins ainsi que de plus petites quantités d'éthylène, d'acétylène et d'alcanes de masse élevée — comme le propane — pourraient être présents, probablement créés par la photolyse du méthane par le rayonnement solaire,,. Ces tholins sont certainement responsables de la couleur rouge du spectre visible, comme pour Pluton. Bien qu'il existe des preuves de la présence de glace d'azote à la surface, au moins mélangée à d'autres glaces, son abondance reste bien plus faible que celle trouvée sur Pluton ou sur Triton, où il compose plus de 98 % de la croûte,. Ce manque relatif de glace d'azote suggère que sa réserve d'azote se serait épuisée au cours de l'histoire du Système solaire,,,.
Les photométries dans l'infrarouge lointain (24-70 μm) et submillimétrique (70-500 μm) réalisées par les télescopes spatiaux Spitzer et Herschel révèlent en 2010 que la surface de Makémaké ne serait pas homogène,. Bien que la majorité de la surface soit recouverte de glaces d'azote et de méthane, dont l'albédo varie de 78 à 90 %, 3 à 7 % de celle-ci serait composée de petites taches de terrain très sombre dont l'albédo n'est que de 2 à 12 %. Cependant, d'autres expériences remettent ensuite en cause ce résultat en 2015 et en 2017, expliquant ces variations d'albédo par une différence d'abondance des matériaux organiques complexes ou trouvant que la variation dans les spectres était négligeable, arrivant donc à la conclusion que la surface de Makémaké serait plutôt homogène,. Par ailleurs, ces études et observations ont pour la plupart été réalisées avant la découverte du satellite S/2015 (136472) 1 (surnommé MK 2) ; ainsi, ces petites taches sombres pourraient être dues à l'observation de la surface sombre du satellite plutôt que par des caractéristiques de la surface de Makémaké,,. Finalement, une étude de 2019 reposant sur des observations optiques réalisées de 2006 à 2017 par Hromakina et al. conclut que de petites variations de la courbe de lumière de la planète naine seraient dues à des hétérogénéités sur sa surface mais que celles-ci étaient trop faibles pour avoir été détectées par spectroscopie.

### Hypothèse d'une atmosphère
La présence de méthane et d'azote dans le spectre de Makémaké a un temps fait suggérer aux astronomes que la planète naine pourrait avoir une atmosphère passagère semblable à celle de Pluton près de son périhélie,,. L'existence d'une telle atmosphère fournirait également une explication naturelle à l'épuisement de l'azote : puisque la gravité de Makémaké est plus faible que celle de Pluton, Éris et Triton, une grande quantité d'azote aurait été perdue par évasion atmosphérique. Le méthane étant plus léger que l'azote mais avec une pression de vapeur saturante significativement inférieure aux températures trouvées à la surface de Makémaké — allant d'environ 32 K (−241 °C) à 44 K (−229 °C) en fonction du modèle choisi —, ceci gêne son évasion et explique une abondance relative de méthane. Toutefois, l'étude de l'atmosphère de Pluton grâce à la sonde New Horizons suggère que le méthane, plutôt que l'azote, est le gaz qui s'échappe le plus par évasion atmosphérique, ce qui implique que l'absence d'azote sur Makémaké aurait une origine différente et plus complexe,. Des observations de 2024 du télescope James Webb suggèrent que ce méthane est d'origine géochimique.
Cependant, l'occultation stellaire de Makémaké devant une étoile de 18e magnitude de la Chevelure de Bérénice le 23 avril 2011 permet de remettre en cause l'existence d'une atmosphère en trouvant une pression beaucoup plus faible que celle qui était attendue,,. Ainsi, la planète naine serait dépourvue d'atmosphère substantielle et la pression résiduelle des molécules en surface correspondrait à une pression atmosphérique maximale de 4  à   12 nanobars, ce qui est inférieur au cent-millionième de l'atmosphère terrestre et au millième de l'atmosphère plutonienne. José Luis Ortiz, de l'Institut d'astrophysique d'Andalousie et co-auteur de l'étude, conclut après avoir observé le passage de Makémaké depuis seize différents observatoires en Amérique du Sud que « lorsque Makémaké passe devant l'étoile et occulte sa lumière, l'étoile disparaît et réapparaît de manière très abrupte, au lieu de s'estomper et de se « rallumer » progressivement. Cela signifie que la petite planète naine n'a pas d'atmosphère significative »,. Même si elle ne possède actuellement pas d'atmosphère, il n'est pas exclu qu'elle en développe une lorsqu'elle se rapprochera de son périhélie dans les siècles à venir, grâce à la sublimation du méthane.

## Satellite
Comparativement à Éris qui possède un satellite naturel, Hauméa deux et Pluton cinq, Makémaké a un temps été considérée comme un « intrus » parmi les planètes naines transneptuniennes (plutoïdes) car aucun satellite ne lui était alors connu. Cependant, cela change en avril 2016 lorsqu'il est annoncé qu'elle possède au moins un satellite naturel : S/2015 (136472) 1, surnommé MK 2 dans l'attente d'une désignation définitive,. Cela permet de renforcer l'idée que la majorité des planètes naines transneptuniennes possèdent des satellites naturels. Par ailleurs, un autre grand satellite pourrait orbiter autour de Makémaké en plus de MK 2, ce qui expliquerait mieux des anomalies relevées dans son spectre électromagnétique.
Cette découverte est réalisée par Alex H. Parker, Marc William Buie, William M. Grundy et Keith S. Noll du Southwest Research Institute grâce aux images prises par la Wide Field Camera 3 (WFC3) du télescope spatial Hubble en avril 2015,,. L'objet est officiellement nommé et sa découverte communiquée le 26 avril 2016 dans le télégramme électronique no 4275 du Bureau central des télégrammes astronomiques. Les chercheurs expliquent cette découverte tardive par le fait que son orbite serait dans l'axe entre la Terre et Makémaké, ce qui implique que, lors des précédentes observations, elle était noyée dans la lumière de la planète naine,.

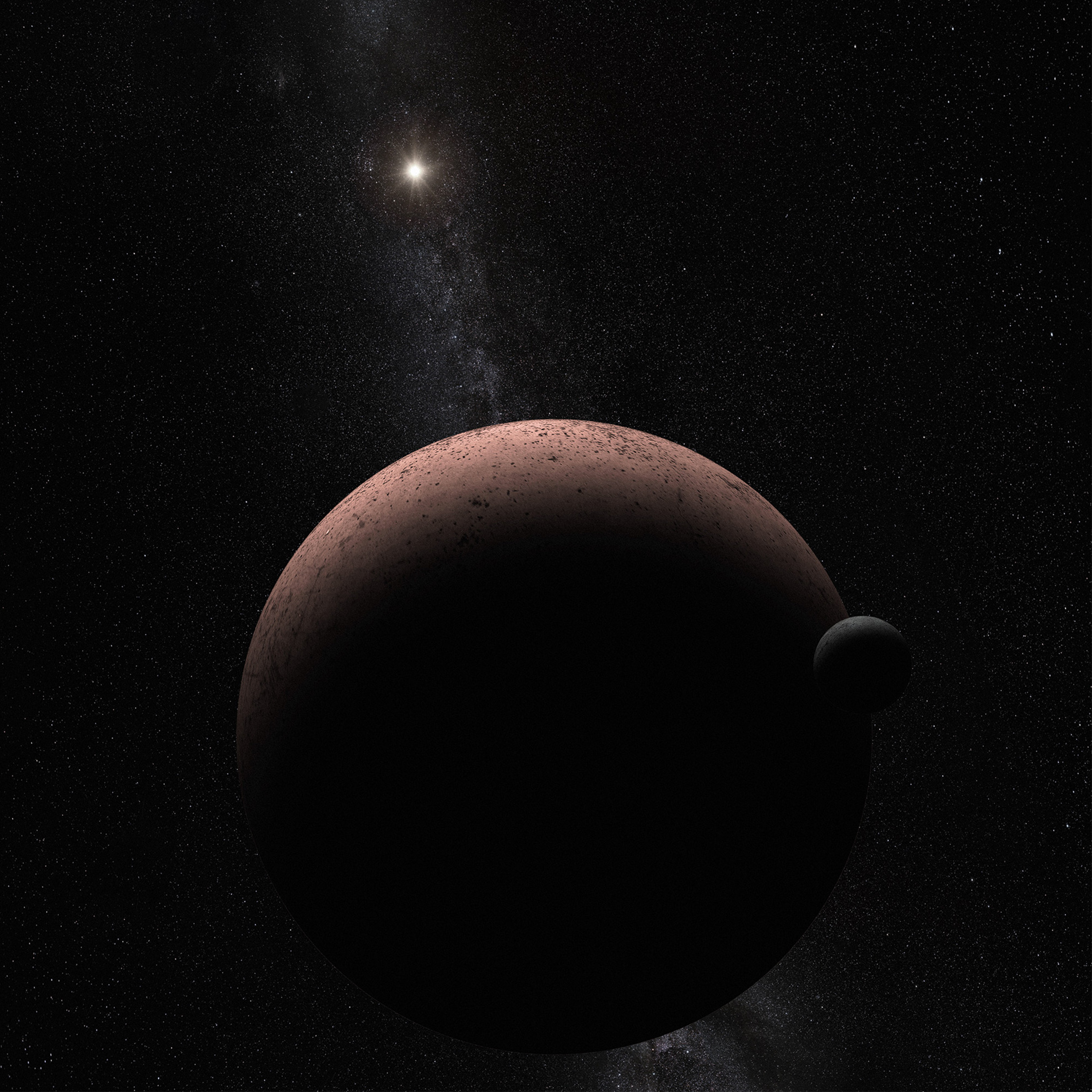
Vue d'artiste de Makémaké et de son satellite MK 2 face au Soleil.

Ce satellite est 1 300 fois moins lumineux que Makémaké et serait également beaucoup plus sombre que celle-ci, sa couleur potentielle étant comparée à celle du charbon, ce qui permet d'estimer sa taille à environ 160 km de diamètre, soit environ neuf fois moins que la planète naine,. Cette couleur, étonnante comparée à la surface très brillante de Makémaké, pourrait s'expliquer par un mécanisme de sublimation des glaces depuis la surface de la lune, sa gravité étant trop faible pour les retenir,. MK 2 aurait son demi-grand axe à au moins 21 000 km de Makémaké et parcourrait son orbite avec une période d'au moins douze jours, ces valeurs étant calculées en supposant l'orbite circulaire car son excentricité orbitale est encore inconnue,.
Une fois que l'orbite de ce satellite sera connue avec précision, il deviendra possible de mieux mesurer la masse et la densité de Makémaké, ce qui est primordial pour la compréhension et la comparaison des objets transneptuniens,. L'équipe des découvreurs, Alex H. Parker et al., a ainsi réalisé des demandes pour que de nouvelles observations de longue durée de Makémaké et de (225088) Gonggong — autour de laquelle un petit satellite sombre similaire, Xiangliu, a également été découvert en 2016 — soient réalisées par Hubble afin de pouvoir observer plusieurs orbites de leurs satellites respectifs,. Une meilleure détermination de l'orbite permettra aussi de savoir si le satellite a été créé par une collision comme la majorité des autres satellites d'objets transneptuniens ou, si elle est plus elliptique que prévu, par une capture.
Par ailleurs, l'existence de ce satellite donne une piste permettant d'expliquer une incohérence apparente dans le spectre infrarouge de la planète naine : la plupart de la surface est une zone brillante et froide mais certaines parties apparaissent comparativement plus chaudes et plus sombres, ce qui peut s'expliquer par les passages de MK 2,.

## Exploration

Images de Makémaké prises par la sonde spatiale New Horizons en 2007.

Makémaké n'a jamais été survolée par une sonde spatiale mais dans les années 2010, à la suite du succès du survol de Pluton par New Horizons, plusieurs études sont menées pour évaluer la faisabilité d'autres missions de suivi pour explorer la ceinture de Kuiper et au-delà. Des travaux préliminaires d'élaboration de sonde destinée à l'étude du système existent, la masse de la sonde, la source d'alimentation énergétique et les systèmes de propulsion étant des domaines technologiques clés pour ce type de mission,.
Il est estimé qu'une mission de survol de Makémaké pourrait prendre au moins seize ans en utilisant une assistance gravitationnelle de Jupiter, sur la base d'une date de lancement le 21 août 2024 ou le 24 août 2036. Makémaké serait approximativement à 52 UA du Soleil à l'arrivée de la sonde.